# Daequan Cook
Daequan Cook (ur. 28 kwietnia 1987 w Dayton, w stanie Ohio) – amerykański koszykarz, występujący na pozycji rzucającego obrońcy.
W 2006 roku wystąpił w meczu gwiazd amerykańskich szkół średnich – McDonald’s All-American. Wybrano go również do III składu Parade All-American.
Został wybrany z numerem 21 draftu NBA do drużyny Philadelphia 76ers, jednak został oddany do Miami Heat za Jasona Smitha.
Daequan Cook notował średnio 8,2 punktu na mecz w swoim pierwszym sezonie w Miami Heat przed wysłaniem do Iowa Energy, członka ligi NBDL pod koniec lutego 2008. Wrócił do Miami 8 marca i w swoim drugim meczu po powrocie (10 marca) zanotował rekordowe w swojej karierze 23 punkty, w przegranym jednym punktem meczem z Los Angeles Clippers. Poprawił rekord kariery 4 marca 2009 roku przeciwko Phoenix Suns uzyskując 27 punktów (6 celnych rzutów za 3 punkty na 8).
Cook wygrał konkurs rzutów za 3 podczas NBA All-Star Weekend 2009.
27 października 2012 został wymieniony do Houston Rockets.
9 sierpnia został zawodnikiem izraelskiego Ironi Nes Cijjona.
4 lutego 2020 dołączył do tunezyjskiego J.S.Kairouan. 24 sierpnia 2020 zawarł umowę z izraelskim Hapoelem SP Tel Awiw.

## Osiągnięcia
Stan na 11 września 2022, na podstawie, o ile nie zaznaczono inaczej.
NCAA
- Wicemistrz NCAA (2007)
- Mistrz:
  - turnieju konferencji Big 10 (2007)
  - sezonu regularnego Big 10 (2007)
- Najlepszy rezerwowy sezonu konferencji Big Ten (2007)
- Zaliczony do składu All-Big Ten Honorable Mention (2007)

NBA
- Wicemistrz NBA (2012)
- Zwycięzca konkursu rzutów za 3 punkty (2009)
- Uczestnik konkursu rzutów za 3 punkty (2009, 2010)

Drużynowe
- Wicemistrz Portugalii (2016)[7]
- Zdobywca:
  - Pucharu Portugalii (2016)[7]
  - Superpucharu Portugalii (2015)[7]

Indywidualne
(* – nagrody przyznane przez portale eurobasket.com, Asia-Basket.com)
- MVP pucharu Portugalii (2016)[7]
- Uczestnik meczu gwiazd ligi:
  - portugalskiej (2016)[4][7]
  - francuskiej LNB Pro A (2015)[8]
  - konkursu rzutów za 3 punkty podczas meczu gwiazd ligi portugalskiej (2016)[4]
- Zaliczony do:
  - II składu ligi irańskiej (2017)*[4]
  - składu najlepszych nowo przybyłych zawodników ligi portugalskiej (2016)*[7]